# 花台郡
座標: 北緯40度50分27秒 東経129度29分54秒 / 北緯40.84083度 東経129.49833度
花台郡（ファデぐん）は、朝鮮民主主義人民共和国咸鏡北道南部にある郡。群の中心から15kmほど離れた東部にある舞水端里にテポドンの発射基地がある。面積は推定460km2、人口は推定67,262人（1990年）。漢字表記については花坮郡とする資料も見られる。

## 地理

### 地勢
朝鮮北東部の海岸線が日本海に突き出た位置にある郡である。郡の東側と南側は日本海に面しており、南の海上に洋島（ヤンド/양도）が浮かんでいる。海岸線は単調であるが、東部の海岸は高さ70～100m内外の絶壁となっており、特に東南端にあたる舞水端（ムスダン/무수단）一帯では高さ75～500mにおよぶ海食崖があらわれる。
郡北部は1000m内外の山地が広がり、最高峰は下鷹峰（하응봉/하매봉）(1,043m)である。郡の西端を流れ、金策市との境界となっている南大川（ナムデチョン/남대천。一名、金策南大川）をはじめ、郡の中央部を流れる花台川・龍山川（リョンサンチョン/룡산천）・荷坪川（ハピョンチョン/하평천）などの河川群が南部海岸に平野を形作っている。荷坪川には荷坪貯水池、花台川には板嶺（パルリョン/판령）貯水池がある。

### 気候
海洋性気候の影響で、内陸地方よりは冬の気温が穏やかである。年平均気温は7.6度、1月の平均気温は-7度、8月の平均気温は22.2度内外。年平均降水量は700mm程度である。

### 土壌・植生
基盤岩は花崗岩・花崗片麻岩であり、土壌は褐色森林土が大部分である。郡面積の83％を山林が占め、樹種はクヌギ・マツ・クルミなどである。東部海岸の木津里に所在する雲満臺（ウンマンデ/운만대）一帯にはクコ・クルミをはじめ、タケの貴重な品種である山竹（신의대）の群落など南方系の植物が自生しており、北朝鮮政府は天然記念物第24号「雲満臺山竹群落」（운만대신의대군락）として植物保護区に指定している。このほかに錦城里には、北部地方ではほとんど見ることのできないサンシュユがあり、錦城里・石城里一帯にはクリの森がある。

## 歴史
花台郡は第二次世界大戦後、北朝鮮によって新設された郡である。1945年8月15日の時点で、明川郡・吉州郡の一部であった。
1952年12月の行政区画再編に伴い、吉州郡東海面、明川郡下古面・下加面の全部と上古面の一部（10里）・上加面の一部（1里）をあわせ、花台郡が新設された。花台邑は、旧下加面花台里に置かれた。

### 年表
この節の出典
- 1952年12月 - 郡面里統廃合により、咸鏡北道吉州郡東海面の一部、明川郡下古面・下加面および上古面・上加面の各一部地域をもって、花台郡を設置。花台郡に以下の邑・里が成立。(1邑22里)
  - 花台邑・鶴林里・鉄守里・楊村里・泗浦里・旌門里・自佳里・梁上里・土垣里・龍沼里・長徳里・倉前里・甑山里・周儀里・龍浦里・屯田里・橋郷里・荷坪里・不老里・倉村里・錦城里・木津里・東湖里
- 1954年10月 (1邑22里)
  - 花台邑の一部が自佳里に編入。
  - 自佳里・楊村里の各一部が合併し、松洞里が発足。
  - 自佳里・楊村里の各一部が合併し、石峴里が発足。
  - 龍沼里および長徳里の一部が楊村里に編入。
  - 屯田里が花台邑に編入。
  - 土垣里の一部が周儀里に編入。
- 1958年6月 (1邑20里)
  - 梁上里が花台邑・泗浦里に分割編入。
  - 東湖里・倉前里が合併し、舞水端里が発足。
- 1961年3月 (1邑20里)
  - 鶴林里が龍原里に改称。
  - 鉄守里が石城里に改称。

## 下位行政区画
花台郡は1邑20里からなる。
| - 花台邑 - 화대읍【花臺邑】 （ファデウプ） - 橋郷里 - 교향리【橋鄕里】 （キョヒャンニ） - 錦城里 - 금성리【錦城里】 （クムソンニ） - 龍原里 - 룡원리【龍原里】 （リョンウォンニ） - 龍浦里 - 룡포리【龍浦里】 （リョンポリ） - 木津里 - 목진리【木津里】 （モクチンニ） - 舞水端里 - 무수단리【舞水端里】 （ムスダンニ） - 不老里 - 불로리【不老里】 （プルロリ） - 泗浦里 - 사포리【泗浦里】 （サポリ） - 石城里 - 석성리【石城里】 （ソクソンニ） - 石峴里 - 석현리【石峴里】 （ソキョンニ） | - 松洞里 - 송동리【松洞里】 （ソンドンニ） - 楊村里 - 양촌리【楊村里】 （ヤンチョンニ） - 自佳里 - 자가리【自佳里】 （チャガリ） - 長徳里 - 장덕리【長德里】 （チャンドンニ） - 旌門里 - 정문리【旌門里】 （チョンムンニ） - 周儀里 - 주의리【周儀里】 （チュイリ） - 甑山里 - 증산리【甑山里】 （チュンサンニ） - 倉村里 - 창촌리【倉村里】 （チャンチョンニ） - 土垣里 - 토원리【土垣里】 （トウォンニ） - 荷坪里 - 하평리【荷坪里】 （ハピョンニ） |

## 社会

### 産業
耕地は郡面積の13％を占める。主要農産物は、コメ・トウモロコシ・ダイズ・蔬菜・タバコなどである。家畜はウシ・ヒツジ・ブタ・ニワトリなどが飼育されており、中でもヒツジは花坮羊と呼ばれ、優れた品種の特産物として知られている。荷坪里では養蚕が発達している。沿近海ではタラ・ホッケ・マス・イワシ・イカナゴなどの水産資源も豊富であり、道内の主要水産基地のひとつである。とくにホッケは、舞水端近海が日本海で最も多く漁獲される海域である。また、ワカメやノリも品質がよく、舞水端浅海養殖事業所と泗浦水産事業所がある。このほか郡内には、酢・家具・農機具・食料工場がある。

### 教育
花台高等中学校・屯田高等中学校をはじめとする各級学校と、小規模な託児所・幼稚園、群衆文化会館・映画館・図書館などがある。

## 交通
郡内に鉄道は走っていない。
南海岸沿いの道路によって西に金策と、花台川沿いを北へ遡る道路によって吉州・清津方面と、それぞれ結ばれている。
花台邑に程近い南海岸中部の泗浦里、南海岸東部の舞水端里、東海岸の木津里に港湾がある。主要な港は泗浦港であり、清津・羅津に海路が結ばれている。

## 文化・観光
長徳里ではマンモスのような古生物化石が出土している。下古川（하고천）流域には高句麗時代の下古川古墳群（하고천고분군）があり、史蹟第64号に指定されている。木津里七宝山の海七宝月門해칠보달문（天然記念物第310号）がある。東海（日本海）を望む絶壁として、菊花台が古来から有名である。
日本海に切り立つ舞水端一帯は、城壁岩（ソンビョクパウィ/성벽바위）・仙女岩（ソンニョバウィ/선녀바위）・総角岩（チョンガクパウィ/총각바위）・騎馬岩（キマバウィ/기마바위）・猫岩（コヤンイバウィ/고양이바위）などの名を持つ絶壁が並ぶ景勝地である。海岸とは少し離れた観音峰も奇岩絶壁で知られ、日本海を眺望することのできる名勝である。